# M141 Bunker Defeat Munition
M141 Bunker Defeat Munition (BDM), або SMAW-D (SMAW-Disposable) — легкий одноразовий гранатомет, призначений для ураження укріплених конструкцій.
Розроблений як одноразова модифікація безвідкатної гармати Корпусу морської піхоти США SMAW, щоб заповнити прогалину в інвентарі армії Сполучених Штатів зброї для ураження «бункерів».

## Дизайн
SMAW-D працює за принципом безвідкатної гармати, оскільки відбою при запуску снаряда, протидіє «зворотний вибух» газів, випущених із задньої частини зброї. Це робить SMAW-D за своєю природою небезпечним, особливо в обмежених міських районах, як і решту зразків зброї цієї конструкції.
M141 має дві конфігурації:
- режим транспортування, в якому пускова установка має довжину 810 мм (32 дюйм)
- бойовий, коли пускову установку розкладають на всю довжину 1 400 мм (55 дюйм) .

Фугасна, подвійного призначення (HEDP) бойова частина запозичена у USMC SMAW. Вона ефективна проти кам'яних і бетонних бункерів, а також легкоброньованої техніки.
Снаряд здатний пробити до 200 мм (8 дюйм) бетону, 300 мм (12 дюйм) цегли, або 2,1 м (6,9 фут) мішків з піском.
Бойову частину приводить в дію підривник в носовій частині, який здатен автоматично розрізнити тверді та м'які цілі. На м'яких цілях, таких як мішки з піском, детонація затримується доти, поки снаряд не закопується в ціль. При зіткненні з твердою ціллю вибух відбувається одразу.

## Оператори
- Ліван

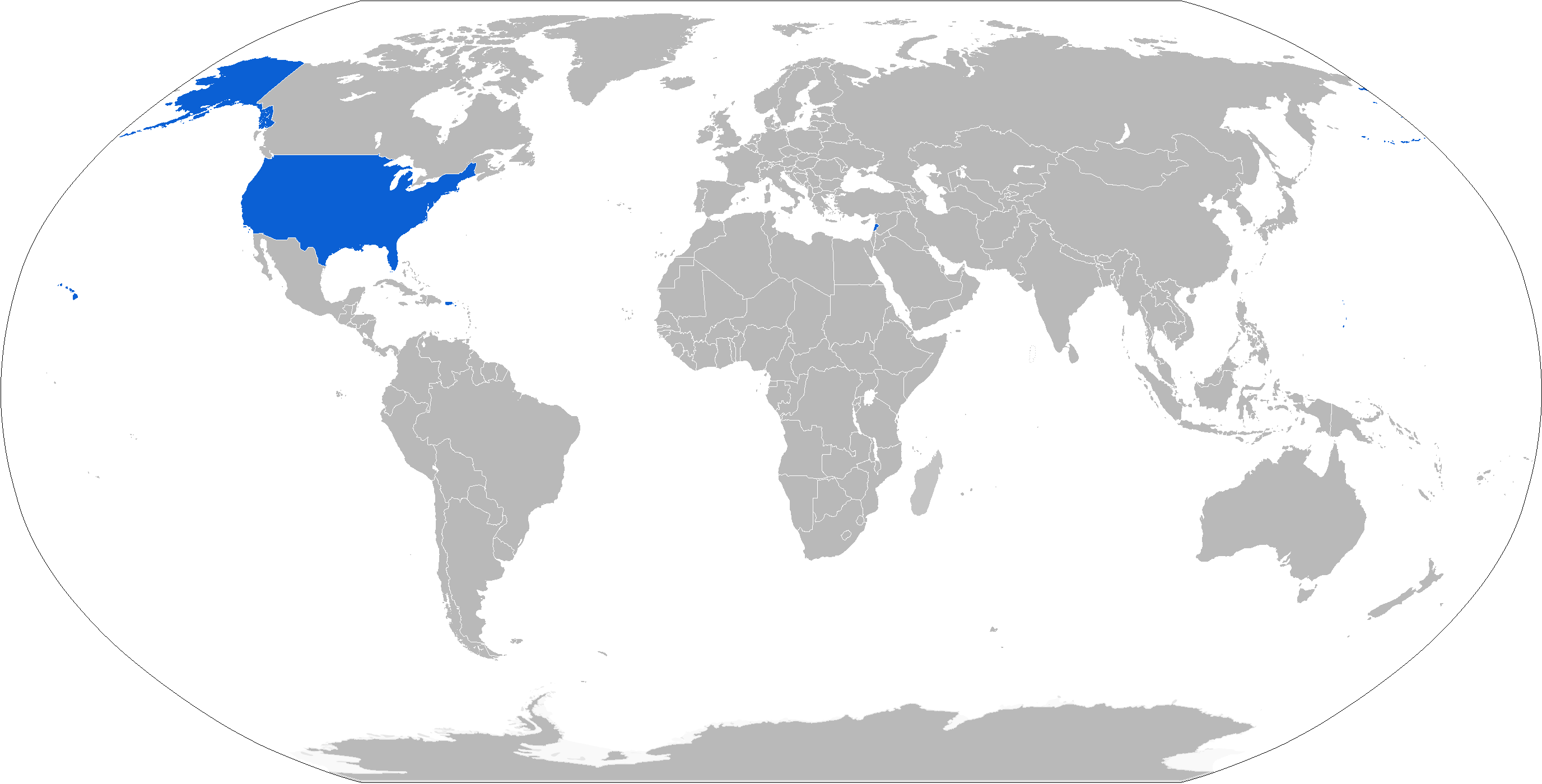
Карта з операторами M141 синього кольору

- Україна: 200 станом на 25 січня 2022 року[1][2]
- США[3]

### Україна
22 січня 2022 року Міністерство оборони США поширило фото передачі зброї Українським військовим. На оприлюднених світлинах військовослужбовці ВПС США та цивільні спеціалісти оглядають та упаковують палети зі зброєю, серед якої можна побачити ракети для ПТРК FGM-148 Javelin та гранатомети M141 Bunker Defeat Munition/SMAW-D у тубах.
Вже 30 січня 2022 року стало відомо, що перша група інструкторів Збройних Сил України з гранатометів M141, закінчила курс підготовки та здійснила практичні стрільби по мішенях на полігоні у Міжнародному центрі миротворчості та безпеки Національної академії сухопутних військ. Підготовка військовослужбовців Збройних Сил тривала лише два дні.
15 лютого 2022 року підрозділи Збройних Сил України на Донбасі провели перші стрільби з протитанкових ракетних комплексів (ПТРК) NLAW та ручних гранатометів M141.

## Галерея

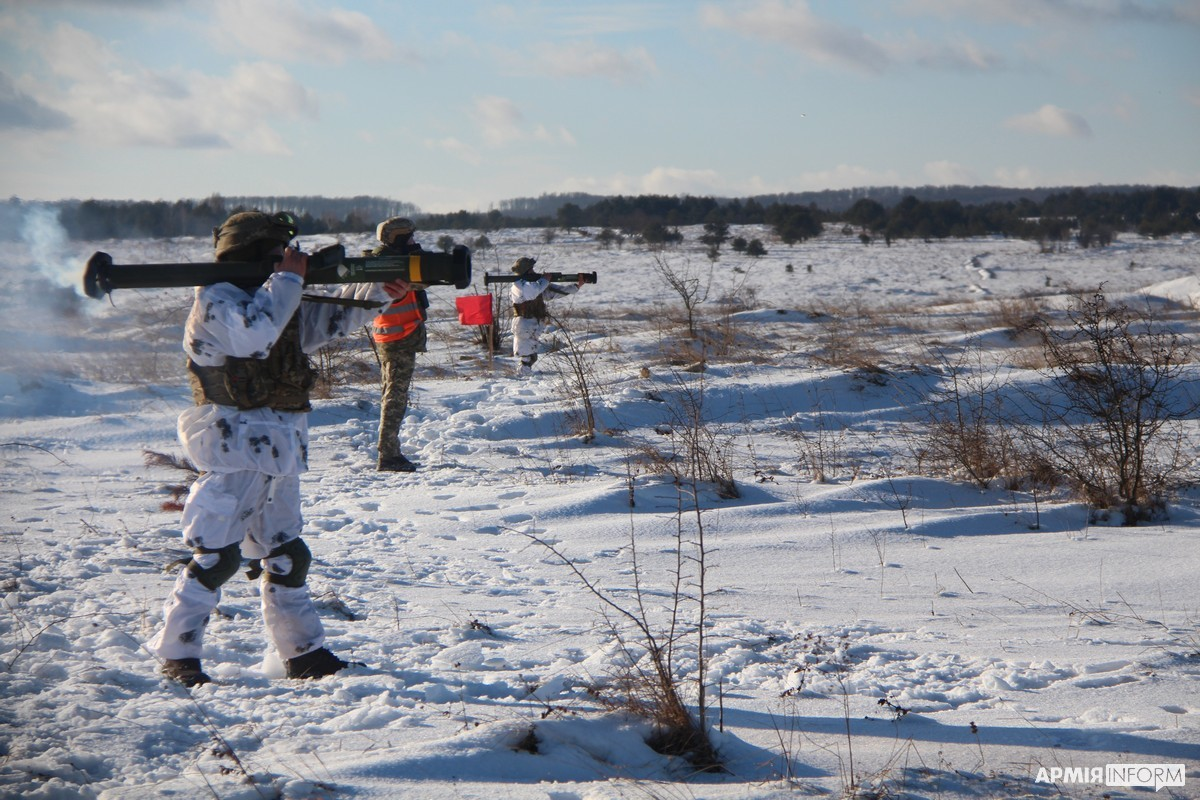
Тренування ЗСУ з M141 в кінці січня 2022.
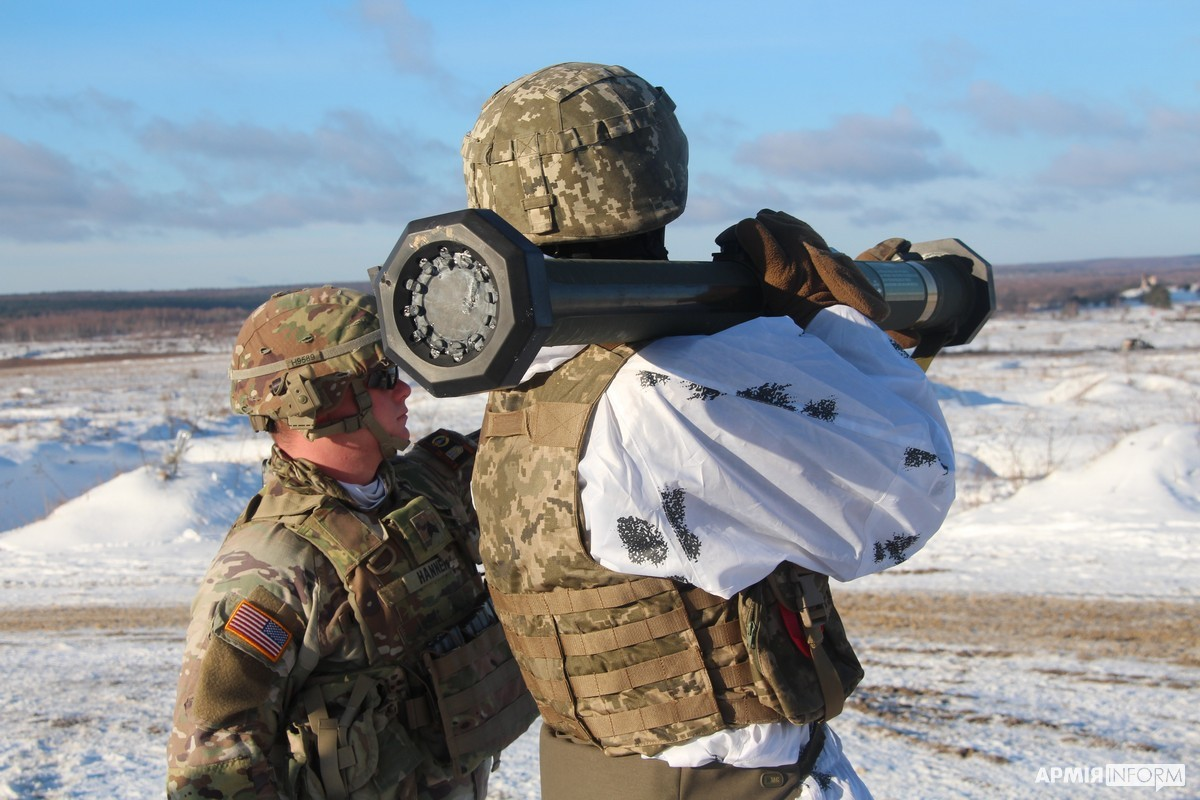
Тренування ЗСУ з M141 в кінці січня 2022.